# 蘭帕區 (保卡爾德爾薩拉薩拉省)
15°11′07″S 73°21′01″W / 15.1852°S 73.3503°W
蘭帕區（西班牙語：Distrito de Lampa），是秘魯的一個區，位於該國中南部阿亞庫喬大區的保卡爾德爾薩拉薩拉省，面積289.5平方公里，海拔高度2,850米，2005年人口2,214，人口密度每平方公里7.6人。